# Lech-Gletscher
Der Lech-Gletscher, auch Iller-Lech-Gletscher, war der eiszeitliche Gletscher des Flusses Lech. Er entstand in der Würmeiszeit und hatte sein Einzugsgebiet im Wesentlichen in den nördlichen Kalkalpen. Er stand mit anderen Gletschern in Verbindung, die ihm Eis mit Kristallingeschiebe zuführten. Zwischen den Alpen und Reutte besaß der Gletscher eine Ausdehnung von einigen Kilometern Breite und bis zu 600 Metern Dicke. Weiter nördlich nahm die Breite zu und die Dicke ab. 
Im Voralpenland bedeckte er das Gebiet zwischen Lech und Iller mit einer maximalen Ausdehnung vor rund 20.000 Jahren bis nördlich des heutigen Kaufbeuren. Durch die Führung des Lechtals in nordöstlicher Richtung bekam auch die aus den Alpen hervortretenden Gletscherzunge eine entsprechende Ausdehnung, so dass der Lech-Gletscher im Raum Schongau auf den wesentlich größeren Isar-Loisach-Gletscher traf und beide den dazwischen gelegenen kleinen Ammer-Gletscher an einer weiteren Ausdehnung hinderten.